# Neustadt-Glewe
Neustadt-Glewe es un municipio situado en el distrito de Ludwigslust-Parchim, en el estado federado de Mecklemburgo-Pomerania Occidental (Alemania), a una altitud de 32 metros. Su población a finales de 2016 era de 6824 habs. y su densidad poblacional, 73 hab/km².

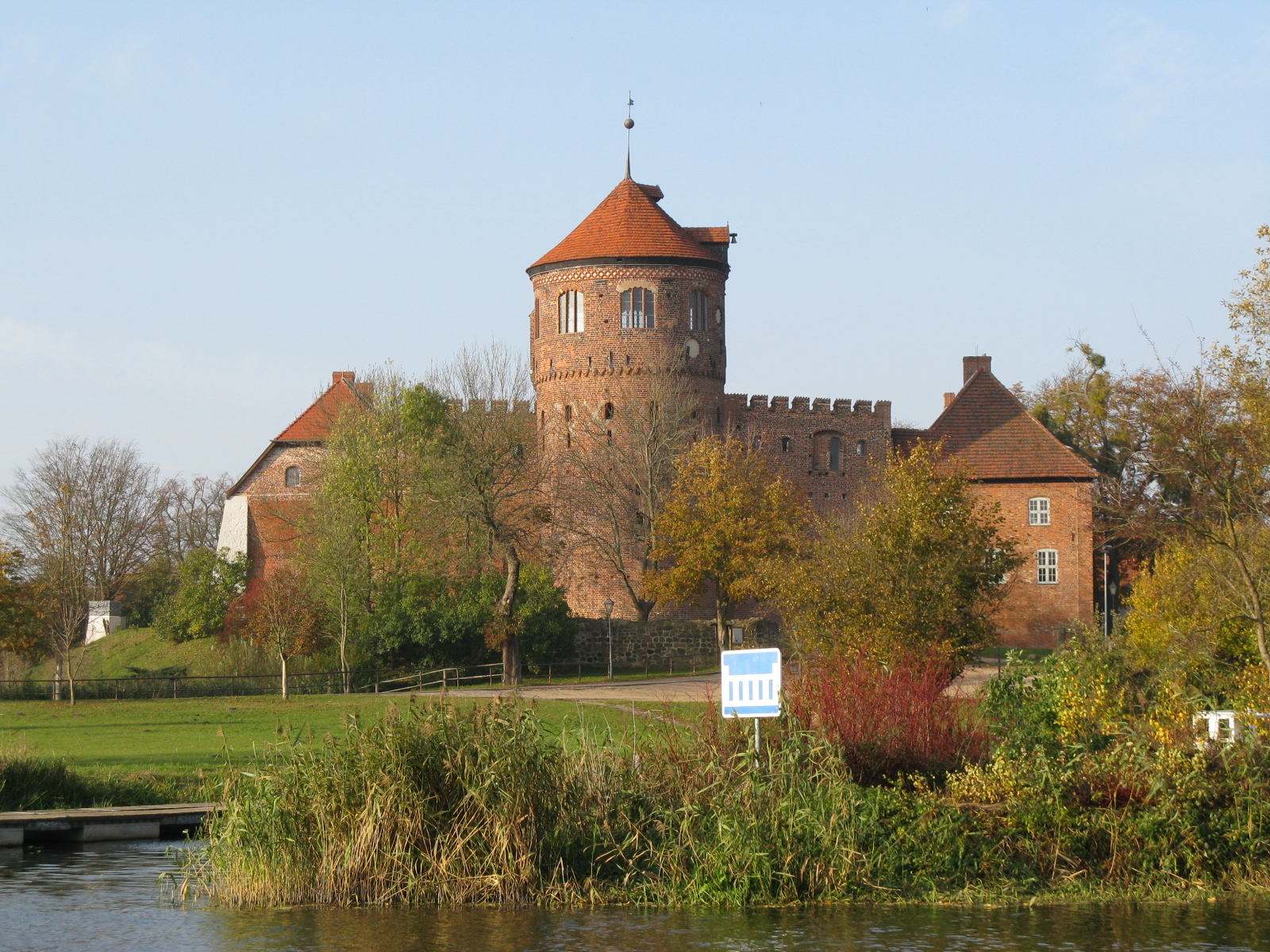
Castillo de Neustadt-Glewe